# Lucas Kilian
Lucas Kilian, také Lukas Kilian, (kolem 1579 Augsburg, 1637 Augsburg) byl bavorský mědirytec, ilustrátor a vydavatel knih doby raného baroka; patřil k prvním vydavatelům ilustrovaných učebnic a k nejvýznamnějším grafikům své doby ve střední Evropě.

## Život

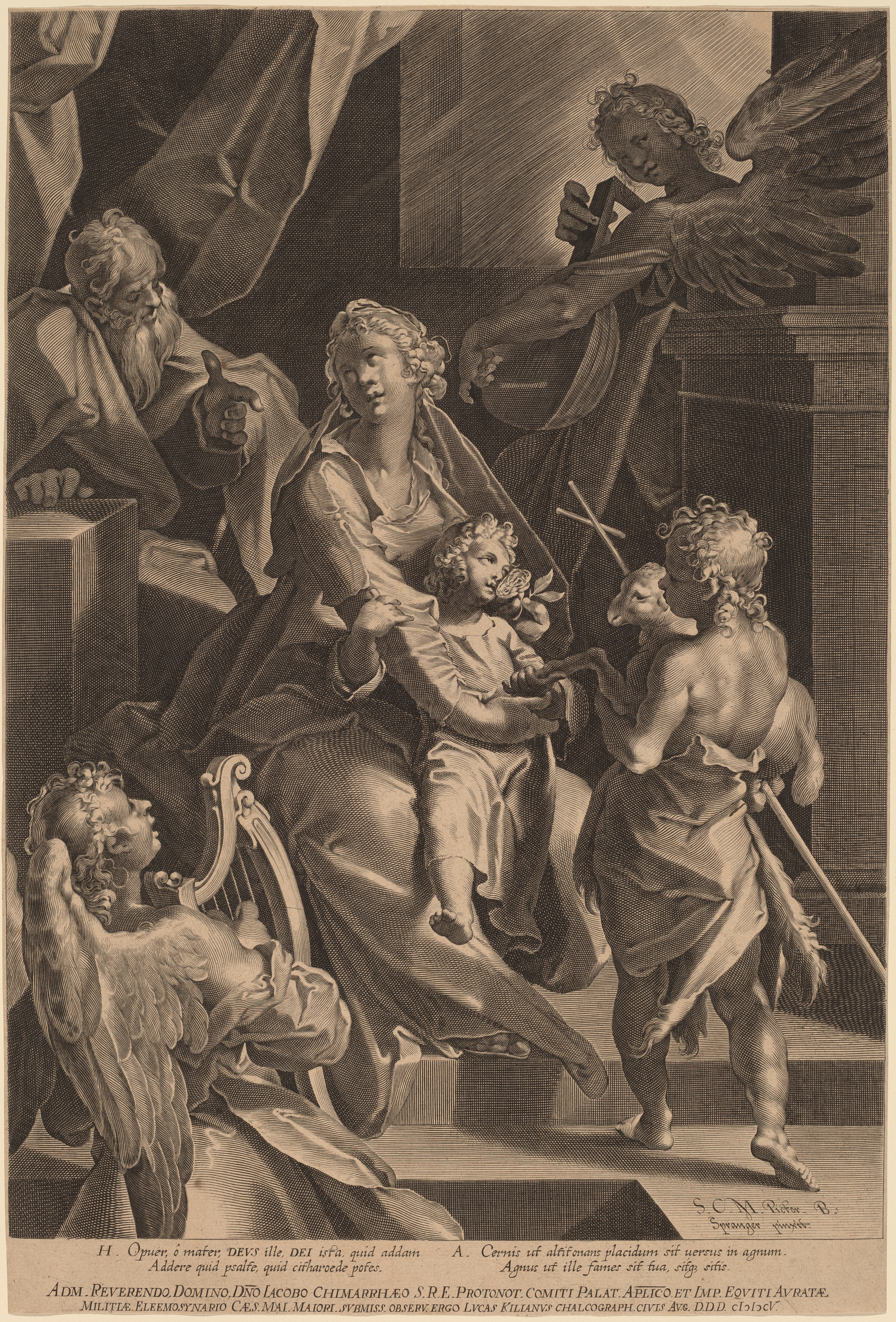
Svatá rodina s anděly, podle obrazu Bartoloměje Sprangera kreslil a ryl Lucas Kilian, 1605

Narodil se jako syn zakladatele uměleckého rodu, zlatníka Bartoloměje Kiliana nejstaršího (1548-1587/1588), který byl slezského původu, a Marie rozené Pfeiffelmannové. Kreslit se učil pravděpodobně již v otcově dílně a pokračoval v grafické dílně nevlastního otce, vlámského rytce Dominika Custose († 1612), který se roku 1588 oženil s jeho matkou.
V letech 1601-1604 odešel na tovaryšskou službu přes Norimberk a Innsbruck do Itálie. Po návratu domů pracoval opět v dílně svého otčíma, který zprvu jeho grafické předlohy prováděl v mědirytinách, do grafické verze převedli mj. mnohé obrazy rudolfinských malířů manýrismu, pravděpodobně na přímou objednávku z Prahy.
Od roku 1605 již Lucas pracoval samostatně včetně rytin, například při převodu obrazů Bartoloměje Sprangera nebo Josepha Heintze staršího do grafické podoby. Na rytině Svaté rodiny z uvedeného roku je Kilianova dedikace litoměřickému proboštovi Jakobu Chimarrhäovi z Roermundu. Již v roce 1607 sám navrhl i provedl album groteskního ornamentu, které sloužilo jako vzorník předloh zlatníkům, malířům a vyšívačům. Dále vynikl jako portrétista osobností třicetileté války a autor didaktických ilustrací dvou učebnic: anatomie a slabikáře - abecedáře. Patřil k nejvýznamnějším členům rodiny Kilianů.
Po Custosově smrti vedl oficínu společně se svými bratry Wolfgangem Kilianem a Rafaelem Custosem. Byl dvakrát ženat (sňatky 1604, 1620), ale nezanechal žádné syny-grafiky, dílnu převzali synovci Bartoloměj II. Kilian, Filip Kilian a Georg Christoph Kilian.

## Dílo (výběr)
- Newes Gradesca Büchlein - album grafických předloh groteskního ornamentu s figurálními motivy (1607)
- Cyklus portrétů osobností třicetileté války (1618-1637)
- Newven Schiltbychlin. Augsburg 1610, album grafických předloh se štíty, kartušemi a maskarony
- Newes ABC Büchlein. Augsburg 1627, slabikář typu abecedář s obrázky v iniciálách.
- Johann Remmelinus: Catoptrum microcosmicum, suis aere incisis visionibus splendens … de novo prodit. Ulm 1619, 2. vydání 1639 a další až do 19. století, faksimile 2001[2] Anatomický atlas lidského těla doplnil unikátními skládacími listy ilustrací, jež postupným odklápěním ukazují vnitřní partie těla.

## Galerie

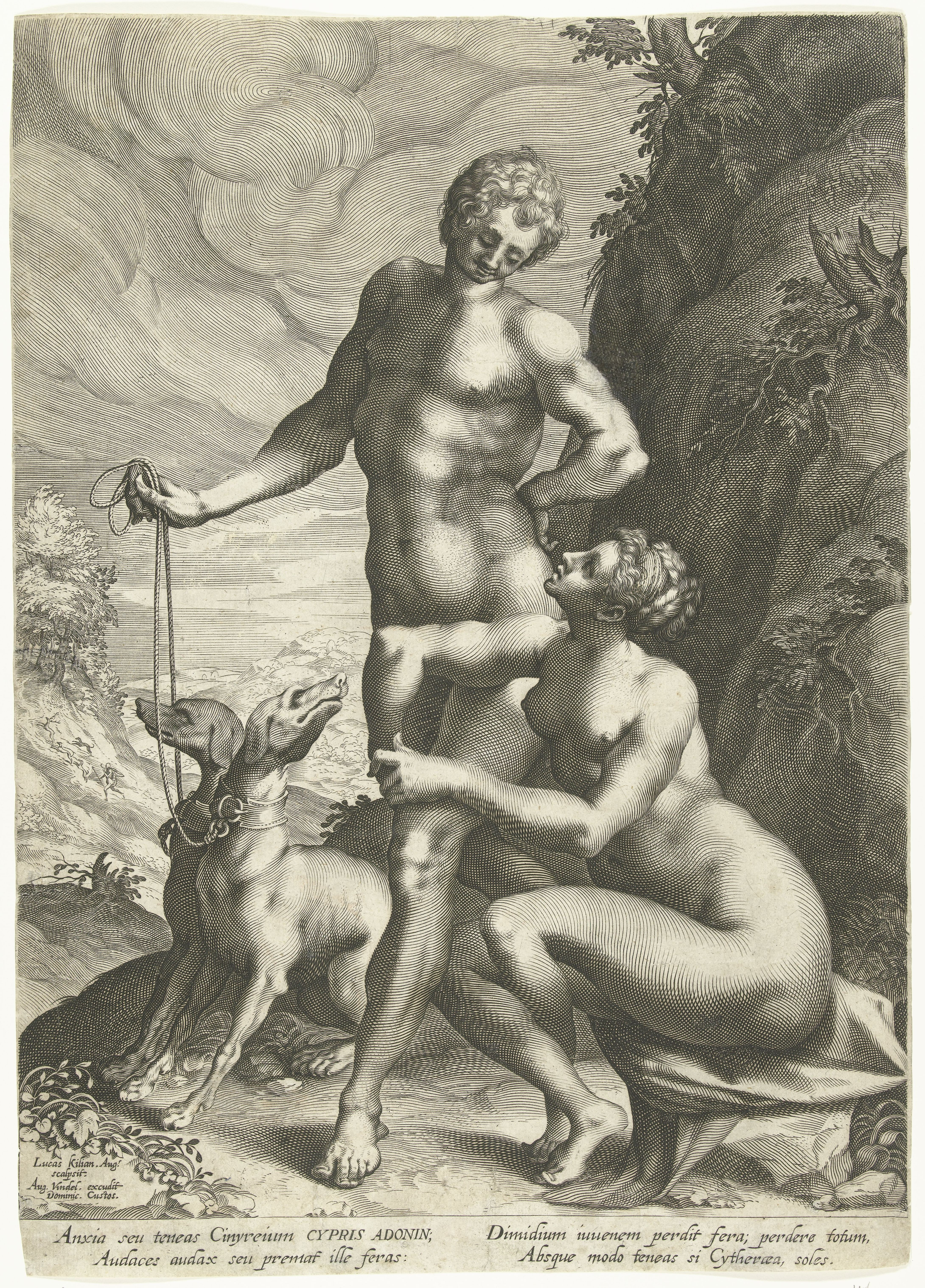
Venuše a Adonis, podle kresby L. Kiliana ryl Dominik Custos, asi 1600
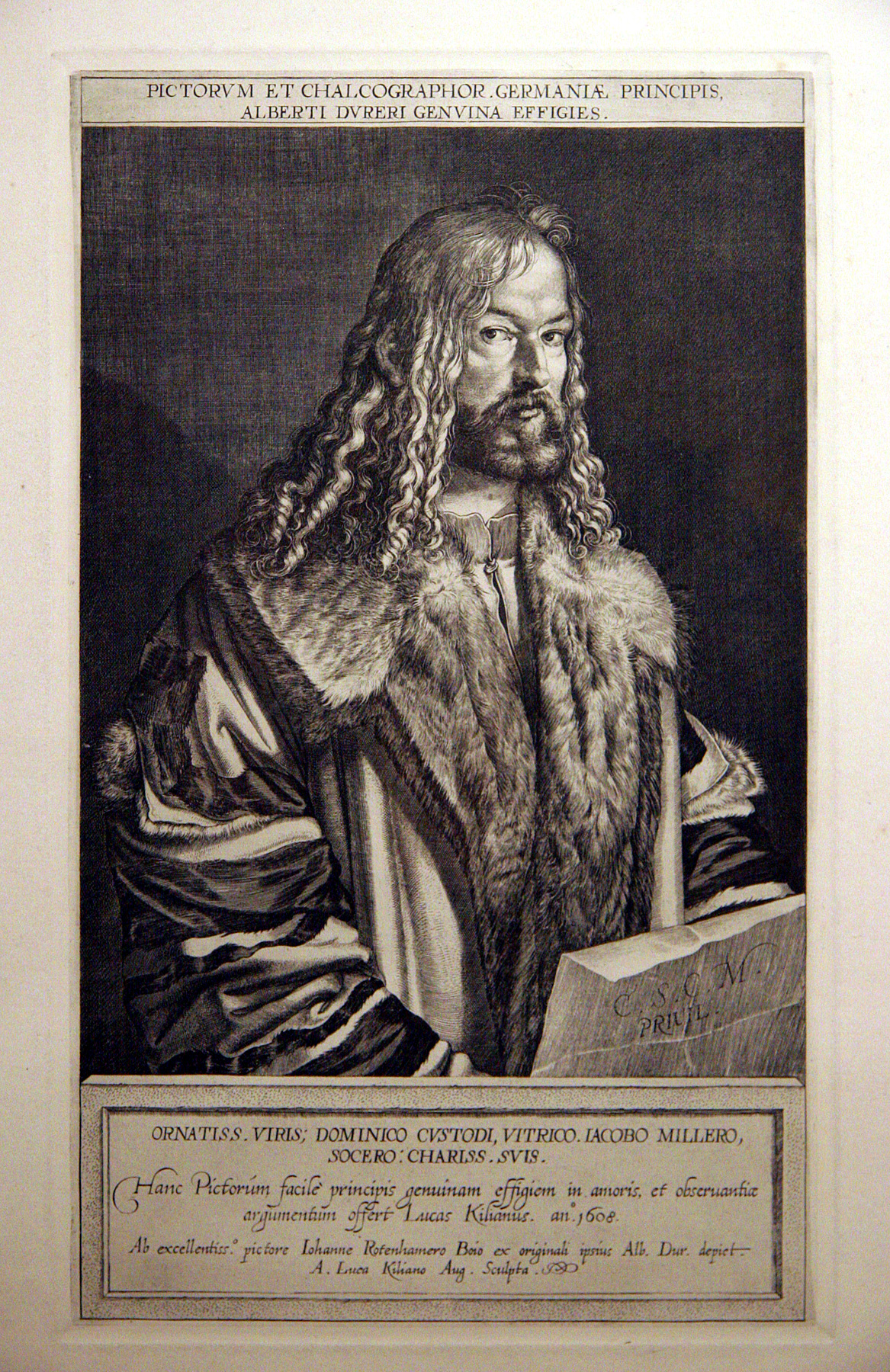
Dürerův portrét, kresba J. Rotenhamer, ryl L. Kilian
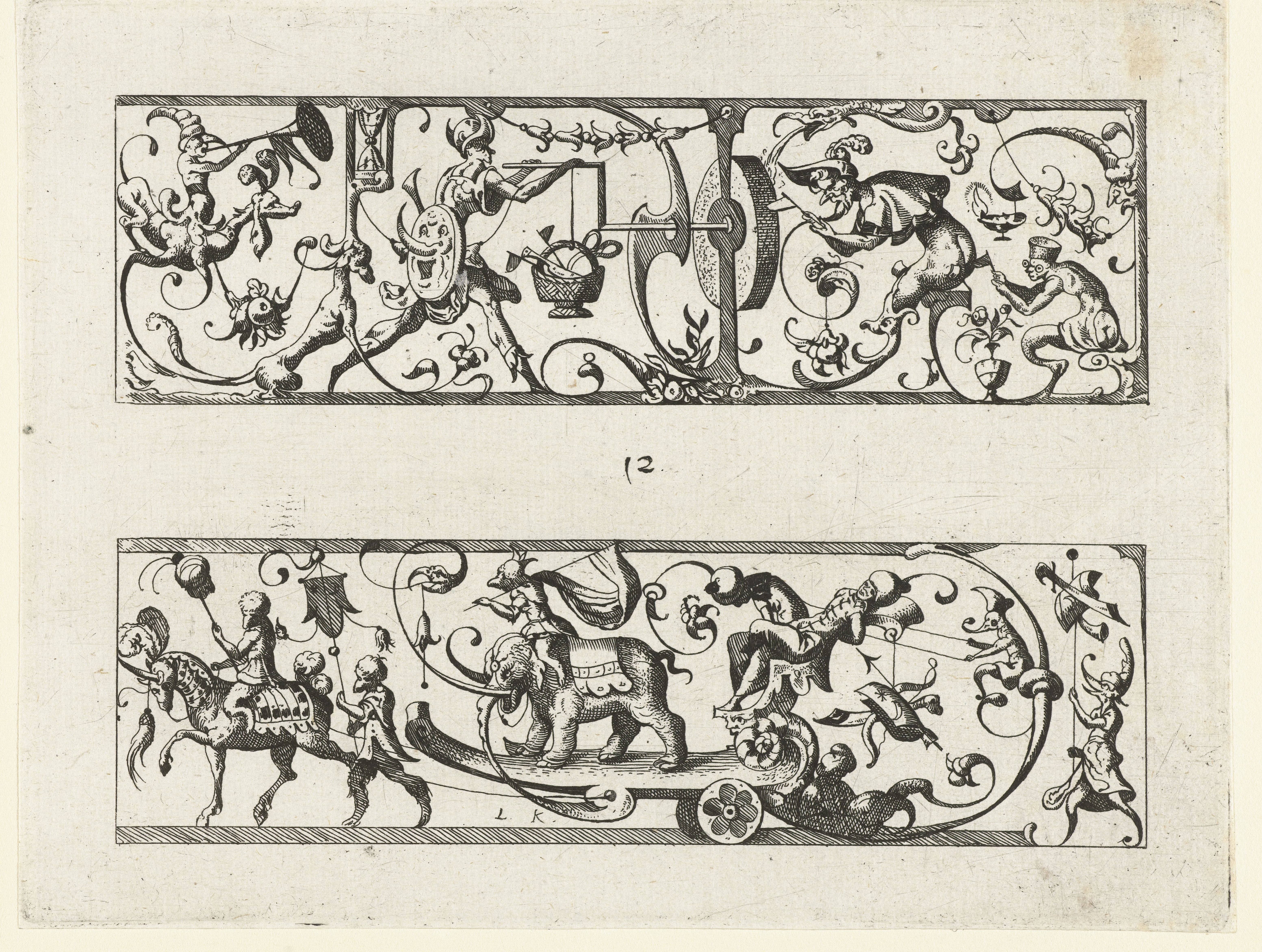
Z groteskních ornamentů, 1607; kreslil a ryl Lucas Kilian
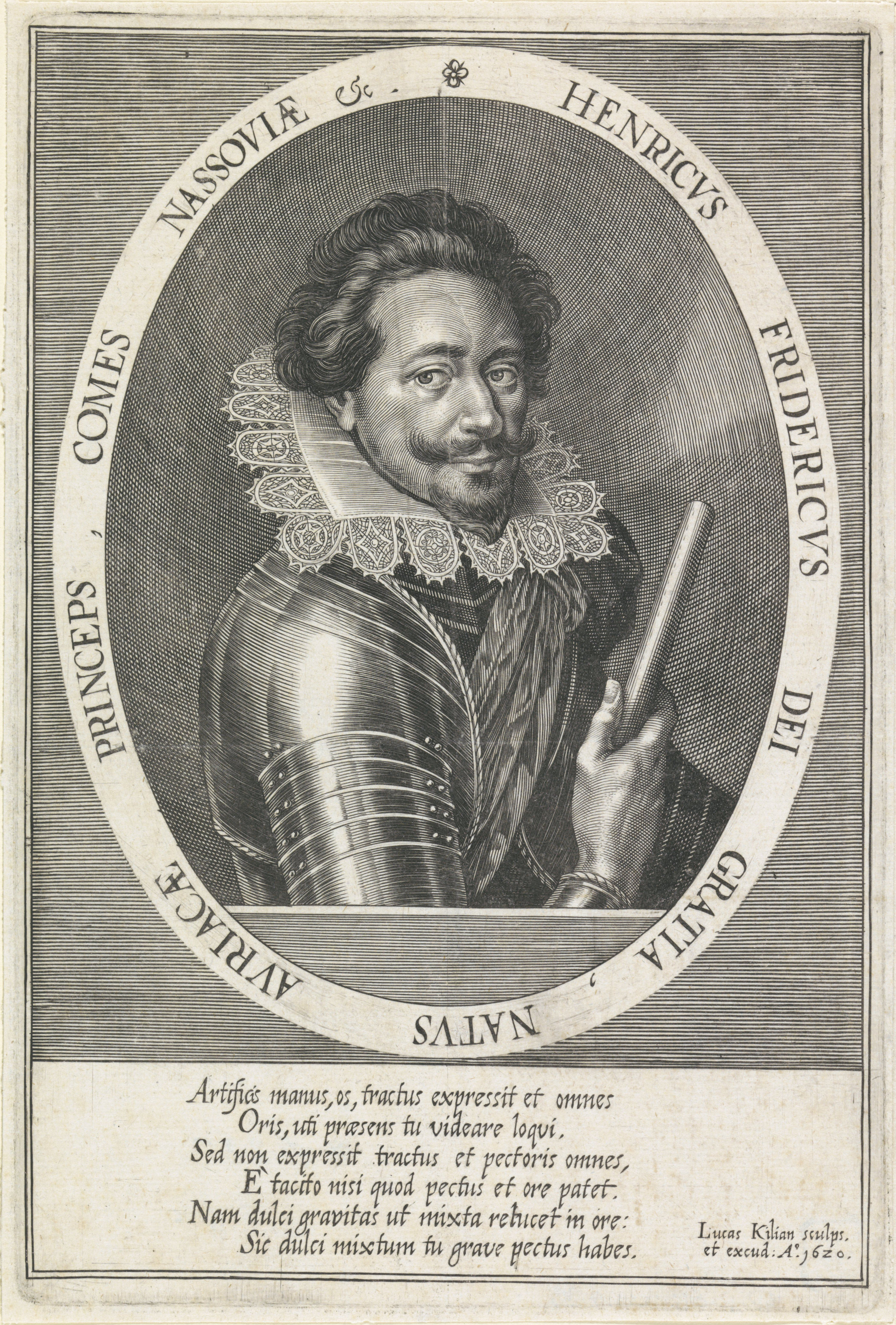
Frederik Hendrik Oranžský, 1620, z cyklu osobností
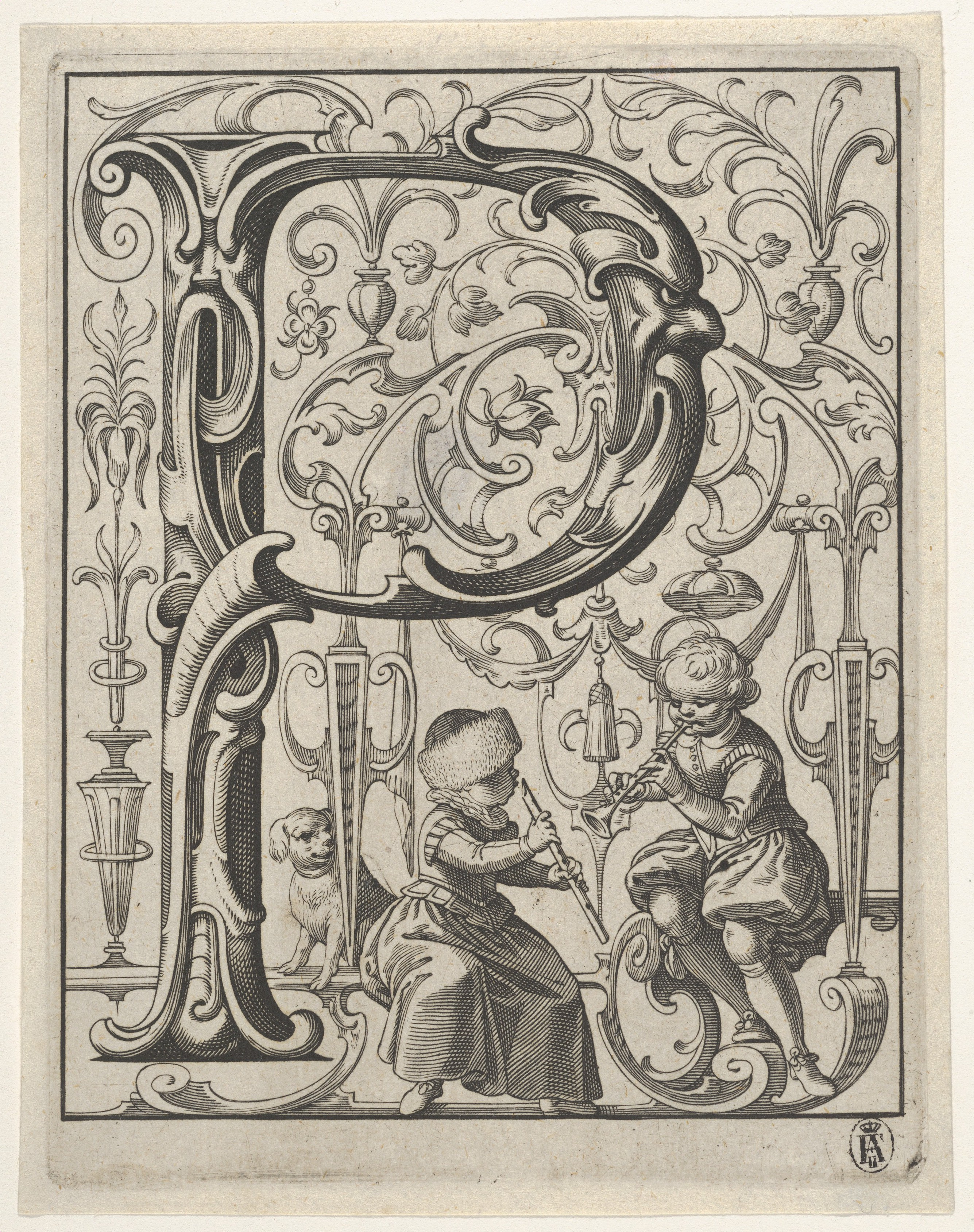
Iniciála P ze slabikáře, 1627